# Salcitani
I Salcitani furono un'antica tribù della Sardegna descritta da Tolomeo. (III, 3) Abitarono a sud dei Carenses e dei Cunusitani e a nord dei Æsaronenses.